# Francisco de Assis Oliveira Costa
Francisco de Assis de Oliveira Costa, mais conhecido como Francisco Costa, (São Francisco do Piauí, 14 de outubro de 1979) é um médico e político brasileiro filiado ao Partido dos Trabalhadores (PT). É deputado federal eleito pelo Piauí.

## Dados biográficos
Filho de Joaquim de Oliveira Costa e Silvia da Costa Pereira de Oliveira. Médico formado pela Universidade Federal de Campina Grande em 2004 com pós-graduação em Endocrinologia, é funcionário público do governo do estado do Piauí e da prefeitura de Teresina. Filiado ao PT, foi eleito e reeleito prefeito de São Francisco do Piauí em 2008 e 2012, renunciando para assumir o cargo de secretário de Saúde no terceiro mandato do governador Wellington Dias, em 2015, a quem serviu também como presidente do Instituto de Águas e Esgotos do Piauí em 2017. Foi eleito deputado estadual em 2018 e deputado federal em 2022.
Sua esposa, Mylana Vilarinho de Oliveira Costa, foi eleita vereadora em Amarante em 2012, 2016, 2020 e 2024. Nesta mesma cidade, seu sogro, Mateus Vilarinho de Moraes, foi eleito vereador em 2008 e vice-prefeito em 2016 e 2020.